# 奧斯瓦爾德·拜爾
奥斯瓦尔德·拜尔（出生于1939年9月30日）是一位德国路德宗神学家，德国蒂宾根大学福音神学学院系统神学名誉教授。他著有多本德语书籍，并被按立为符腾堡州的福音路德教会的牧师以及拉茨堡路德学院参议长。尽管拜尔是当代主要的路德宗神学家，但至今他只有少数著作从德语被翻译为英语。

## 生平
奥斯瓦尔德·拜尔（Oswald Bayer）曾在图宾根，波恩和罗马学习更正教神学和哲学。他于1968年获得博士学位，并于1970年就年轻路德的神学中的应许（promissio）概念获得了执教资格。他的博士和博士后工作题目即是Promissio 。他还撰写了路德的宗教改革神学转折点的历史。
拜尔从1974年到1979年在波鸿鲁尔大学（Ruhr University Bochum）担任系统神学教授。 1979年，他被任命为蒂宾根大学基督教社会伦理学研究所所长。 1995年，他转任系统神学系主任。自2005年起，奥斯瓦尔德·拜尔（Oswald Bayer）成为蒂宾根大学系统神学荣誉教授。

## 工作
奥斯瓦尔德·拜尔（Oswald Bayer）的神学是基于路德的言语神学和应许神学，他以此来提出对现代性的批判。为此，拜尔基于哈曼（Johann Georg Hamann）对康德和启蒙运动进行批判，但也会考虑20世纪语言学的发展（例如，保罗·里科尔，路德维希·维特根斯坦）。他发表了许多关于路德和哈曼的诠释作品。
神学的中心是神对人的应许，人凭着信心对之作出回应。因此，对拜尔而言，信念始终是言语行为，是神与人之间的语言交流。这种交流的典范中心是上帝的服侍（Gottesdienst，指教会崇拜)，是所有神学的源头和目的。因此，基督教神学被认为是在称义的上帝与被称义的罪人之间的言语行为的诠释。对于拜尔来说，这是神学的对象（ the subiectum theologiae ）（参考马丁·路德））。诠释这个言语行为的神学本身即是对上帝圣言的聆听。拜尔在诠释学，科学理论，社会学和伦理学以及他的讲道中都采用了这种系统的方法。
他以其言语神学针对性地反对施莱尔马赫（Friedrich Daniel Ernst Schleiermacher）传统下的现代主观神学，比如拜尔的蒂宾根同事埃勒特·埃尔姆斯在其修正版本的神学所表达的。。此外，拜尔还与其他当代神学和哲学体系（例如马克思主义）进行了深入对话。

## 英文著作
拜尔的少数著作已被翻译为英文。
- Living by Faith: Justification and Sanctification. Translated by Geoffrey W. Bromiley. Grand Rapids: Eerdmans, 2003.
- Martin Luther's Theology: A Contemporary Interpretation. Translated by Thomas H. Trapp. Grand Rapids: Eerdmans, 2003. （中文版：路德神学：当代解读，邓肇明译，道声出版社，2011）
- Theology the Lutheran Way. Translated by Jeffrey G. Silcock and Mark C. Mattes. Grand Rapids: Eerdmans, 2007.
- Oswald Bayer, and Alan Suggate. Worship and Ethics: Lutherans and Anglicans in Dialogue. Theologische Bibliothek Toplemann, no. 70. Berlin: Walter de Gruyter, 1995.
- Tillich as Systematic Theologian, The Cambridge companion to Paul Tillich. Russell Re Manning (ed). Cambridge, UK: Cambridge University Press, 2009
- A Contemporary in Dissent: Johann Georg Hamann as a Radical Enlightener, Oswald Bayer, Translated by Roy A. Harrisville and Mark C. Mattes, Wm B Eerdmans publishing, 2012, (https://www.eerdmans.com/Products/6670/a-contemporary-in-dissent.aspx （页面存档备份，存于）)

拜尔还发表了许多已被翻译为英文的文章。其中许多被发表在《路德教会季刊》 ，《现代神学》等期刊上。